# Танаху (район)
Танаху (непальск. तनहुँ जिल्ला) — один из 75 районов Непала. Входит в состав зоны Гандаки, которая, в свою очередь, входит в состав Западного региона страны. Административный центр — город Дамаули.
Граничит с районом Сьянгджа (на западе), районами Каски и Ламджунг (на севере), районом Горкха (на востоке), районом Читван зоны Нараяни (на юго-востоке), районами Навалпараси и Палпа зоны Лумбини (на юге). Площадь района составляет 1546 км².
Население по данным переписи 2011 года составляет 323 288 человек, из них 143 410 мужчин и 179 878 женщин. По данным переписи 2001 года население насчитывало 315 237 человек. 86,50 % населения исповедуют индуизм; 9,44 % — буддизм; 1,69 % — христианство и 1,29 % — ислам.